# Helmuth Egelkraut

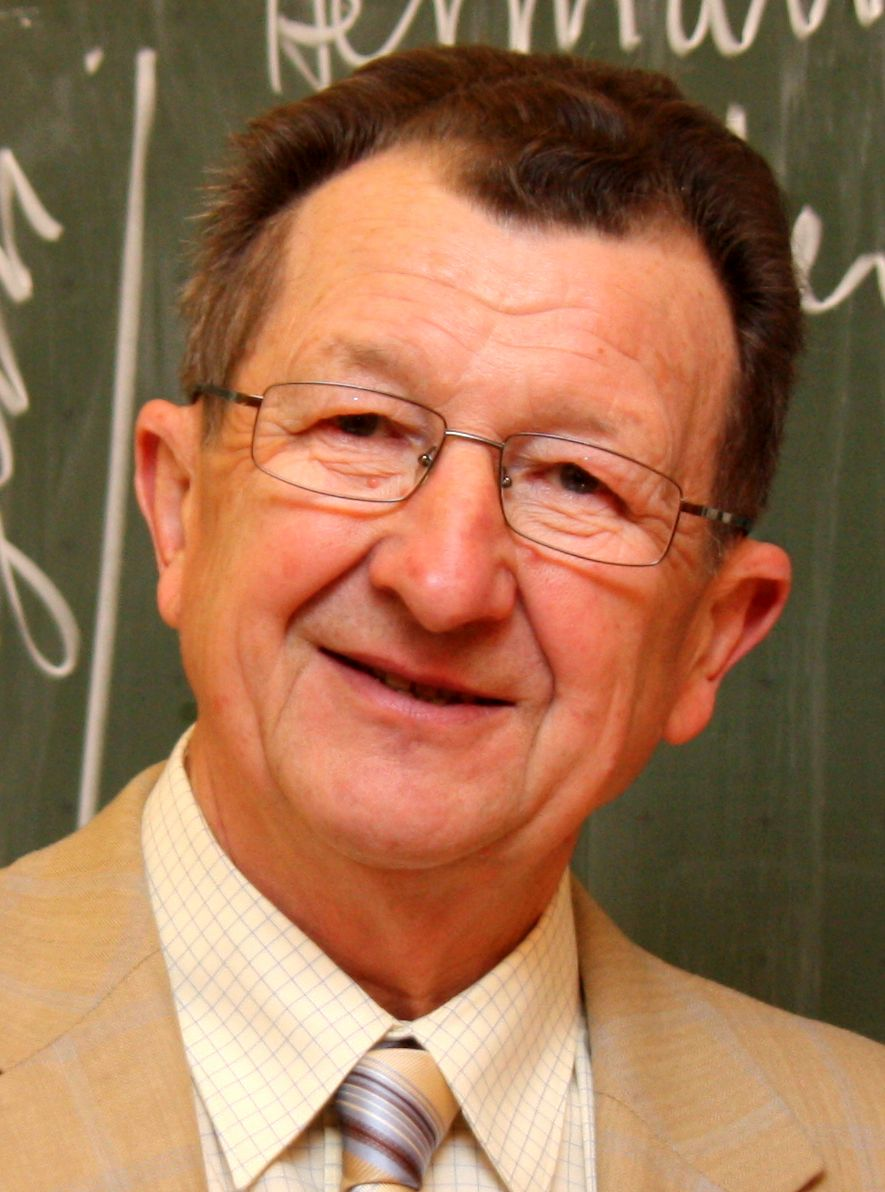
Helmuth Egelkraut im Jahr 2009

Helmuth L. Egelkraut (* 2. Mai 1938 in Hofheim; † 2. November 2018 in Weissach im Tal) war ein deutscher evangelischer Theologe evangelikaler Prägung, Pfarrer der Württembergischen Landeskirche, Missionar, emeritierter Professor für Theologie und Missiologie, Historiker und Autor etlicher theologischer Fach- und Sachbücher.

## Leben und Wirken
Helmuth Egelkraut wuchs zusammen mit zwei Brüdern auf dem elterlichen Bauernhof auf. Nach dem Besuch des Gymnasiums ging er zunächst in eine Landwirtschaftslehre und absolvierte von 1958 bis 1960 ein Studium zum Agrar Dipl.-Ing. (FH) in Triesdorf. Durch einen Kommilitonen motiviert, besuchte er den „Bibelkreis der Gemeinschaft Entschiedener Christen“ und fand im Dezember 1959 bei einer „Osterkonferenz in Gunzenhausen“ zum Glauben. Egelkraut entschloss sich 1960 zu einer theologischen Ausbildung am Theologischen Seminar der Liebenzeller Mission. Am Nyack Missionary College und am Gordon Conwell Theological Seminary bei Boston, wo er 1965/1966 als Deutschlehrer tätig war, absolvierte er von 1964 bis 1966 ein Studium zum Master of Divinity. Im Dezember 1966 wurde er in der West Peabody Congregational Church ordiniert. Ab 1970 folgte sein Promotionsstudium am Princeton Theological Seminary, wo er in dieser Zeit als Wissenschaftlicher Assistent tätig war. 1973 promovierte er dort mit einer Dissertation über Jesus' mission to Jerusalem: a red. crit. study of the travel narrative in the Gospel of Luke, Lk 9,51 – 19,48 zum Doktor der Theologie.
Von 1967 bis 1970 arbeitete Egelkraut im Auftrag der Liebenzeller Mission und der South Sea Evangelical Mission als Missionar in Papua-Neuguinea und auf der Insel Manus. In Brugam in Ostsepik lehrte er an einer Bibelschule, deren zeitweiliger Leiter er war. Zwischen 1971 und 1973 engagierte er sich neben seinem Promotions-Studium in der Gemeinde der Deutsch-Lutherischen Kirche im Osten von New York City. Von 1973 bis 1977 war er Dozent für Neues Testament, Ethik und Missiologie am Theologischen Seminar der Liebenzeller Mission in Liebenzell, wo er ab 1975 die Fortbildungskurse für Missionare organisierte. Diese Arbeit führte 1979 zur Gründung des Seminar[s] für Missionarische Fortbildung im Monbachtal, der heutigen Akademie für Weltmission in Korntal. Dort wirkte er zwischen 1990 und 2017 als Dozent, zuvor ab 1987 als Gastdozent. Er war ordentlicher Professor der Columbia International University (CIU) für Biblische Theologie und Mission und von 1992 bis 1998 akademischer Dekan des Columbia Biblical Seminary (CBS) Studienzentrums, der heutigen CIU Korntal, einer führenden Ausbildungsstätte für evangelische Missionare im deutschsprachigen Europa, zu deren Aufbau er wesentlich beigetragen hat.
Ab 1975 war er Gastdozent für Ethik an der Evangelischen Bibelschule Aarau (Schweiz) und von 1978 bis 1990 Dozent an der Evangelische[n] Missionsschule Unterweissach (bei Stuttgart) und der Theologischen Fernschule BFU. 1977/1978 war er Vikar der Württembergischen Landeskirche in Unterreichenbach.
Egelkraut war Mitbegründer der Europäische[n] Evangelikale[n] Akkreditierungsvereinigung (EEAA) und war bis 1997 ihr Erster Vorsitzender. Er gehörte dem Gnadauer Theologischen Beirat und dem deutschen Zweig der Lausanner Bewegung an. Er war Mitglied der Deutschen Gesellschaft für Missionswissenschaft (DGMW) und des Arbeitskreises für evangelikale Missiologie e.V. (AfeM), Schriftführer beim Arbeitskreis für evangelikale Theologie und war von 2003 bis 2006 ehrenamtlicher Vorsitzender des Süddeutschen Gemeinschaftsverbandes. Er war als Referent bei Konferenzen und für Lehraufträge in Ostasien, Lateinamerika, Osteuropa und den USA tätig.

### Familie
Helmuth Egelkraut heiratete 1967 Dora Bott. Das Paar bekam drei Kinder und wohnte zuletzt in Weissach im Tal.

## Ehrungen
Im Januar 2016 erhielt er für seine 2015 veröffentlichte 3-jährige Forschungsarbeit über die Geschichte der Liebenzeller Mission während der Zeit des Nationalsozialismus den George-W.-Peters-Preis.

## Veröffentlichungen
- Jesus’ mission to Jerusalem. A redaction critical study of the travel narrative in the Gospel of Luke, Lk 9,51–19,48 (= Europäische Hochschulschriften: Reihe 23, Theologie). Peter Lang, Bern 1977, ISBN 978-3-261-02133-5 (Dissertation, Princeton University, 1976).
- Homosexualität und Schöpfungsordnung. Die Bibel gibt Antwort. Verlag Weißes Kreuz, Kassel / Veritas-Verlag, Linz 1982, ISBN 3-87893-048-8; 2. Auflage 1986; 3. Auflage 1993; 4. Auflage: Hänssler, Holzgerlingen 2000, ISBN 3-7751-8100-8.
- Die Zukunftserwartung der pietistischen Väter. Brunnen Verlag, Gießen 1987, ISBN 978-3-7655-9053-5.
- Das Alte Testament: Entstehung, Geschichte, Botschaft. Brunnen Verlag, Gießen 1989, 6. überarb. Auflage 2017 auf Basis der amerikanischen Ausgabe und deren Übersetzung von Helmuth Egelkraut; begründet von W. S. LaSor, D. A. Hubbard, F. W. Bush, ISBN 978-3-7655-9570-7.
- als Hrsg.: Was heißt heute Mission? Entscheidungsfragen der neueren Missionstheologie (= Klaus-Bockmühl-Werkausgabe, Bd. 3). Brunnen Verlag, Gießen 2000, ISBN 978-3-7655-9444-1.
- Die Liebenzeller Mission und der Nationalsozialismus. Eine Studie zu ausgewählten Bereichen, Personen und Positionen. Mit einer Stellungnahme des Komitees der Liebenzeller Mission (= Interkulturalität & Religion, Bd. 3), Lit Verlag, Münster 2015, ISBN 978-3-643-12980-2.

als Mitautor
- mit George W. Peters: Biblischer Auftrag – Missionarisches Handeln. Eine biblische Theologie der Mission. Verlag der Liebenzeller Mission, Bad Liebenzell 1977; 3., stark erweiterte Auflage 2005, ISBN 3-921113-81-4.
- mit Werner Lachmann und Hermann Sautter: Die Krise der Arbeitsgesellschaft: Chancen und Grenzen christliche Verantwortung. SCM R. Brockhaus, Wuppertal 1984, ISBN 3-417-29512-2.
- mit Käte Brandt: „… denn die Liebe ist stark wie der Tod“. Biblische Perspektiven zu Partnerschaft und Ehe. SMD-Verlag, Marburg 1986.
- Lebenshaltung und Lebensgestaltung des Verkündigers. In: Der Reichgottesarbeiter, Jg. 82 (1987).
- Mission am Ende des 20. Jahrhunderts. Versuch einer Bilanz von hundert Jahren in Überblicken, Perspektiven, Ergebnissen und Aufgaben. In: Heinzpeter Hempelmann (Hrsg.): Warum in aller Welt Mission?. Verlag der Liebenzeller Mission, Bad Liebenzell 1999, ISBN 3-88002-687-4.
- Menschenschuld und Gottesgerechtigkeit. Predigtmeditation zu Dan 9,14-19 zum Israelsonntag 2002. In: Hanna Nouri Josua (Hrsg.): Allein der Gekreuzigte. Das Kreuz im Spannungsfeld zwischen Christentum und Islam. SCM Hänssler, Holzgerlingen 2002, ISBN 3-7751-3939-7, S. 15–30.
- Johannes Wegner (Hrsg.): Bibel Intensiv Kolleg: Neues Testament. Born-Verlag, Kassel 2012, ISBN 978-3-87092-535-2.